# Xanthophyllum penibukanense
Xanthophyllum penibukanense là một loài thực vật có hoa trong họ Polygalaceae. Loài này được Heine miêu tả khoa học đầu tiên năm 1953.